# Вагон испытания контактной сети
Вагон испытания контактной сети — подвижная единица (вагон ВИКС или автомотриса СВИКС), используемая для диагностирования, испытания средств контактной сети на электрифицированных железных дорогах.
Применяются для измерение высоты, зигзага, выноса, силы нажатия, износа контактных проводов; силы нажатия токоприёмника на контактный провод; радиуса кривизны пути, просадок пути и некоторых других. Такой вагон может работать как в составе пассажирского поезда, так и со специально выделенным для этого локомотивом.
Разница СВИКС в отличие от вагон-лабораторий контактной сети, для большей автономности, производились на базе отдельных секций электропоездов, путём их коренной реконструкции. Представляла собой элекромотрису с установленным на ней электродиагностическим оборудованием. Большая часть известных электромотрис СВИКС была произведена на базе вагонов электросекций Ср и Ср3.